# Jerzy Radziwiłł (1480–1541)
Jerzy I Radziwiłł „Herkules” (lit. Jurgis Radvila I) herbu Trąby (ur. 1480 r., zm. 1541 r.) – hetman wielki litewski w latach 1531–1541, marszałek nadworny litewski od 1528 roku, hetman nadworny litewski od 1521 roku, kasztelan wileński od 1527 roku, kasztelan trocki od 1522 roku, starosta grodzieński od 1514 roku, wojewoda kijowski w latach 1511–1514, podczaszy wielki litewski od 1509 roku.

## Biografia

### Pełnione urzędy
W styczniu 1507 roku przybył na koronację Zygmunta I Starego do Krakowa zyskując urząd namiestnika wielońskiego i mejszagolskiego. W roku 1508 był namiestnikiem wielońskim, mereckim, a prawdopodobnie w latach 1510-1512 uciańskim (ostatnimi dwoma namiestnictwami miał zarządzać do roku 1514). 
Przed kwietniem 1510 r. objął funkcję podczaszego litewskiego, pełnił tę rolę do 1516 roku (choć mogło to trwać nawet do 1522 roku), był to jego pierwszy większej wartości urząd. W obrębie lat 1511-1514 występował jako namiestnik mozyrski i merecki (Mozyrz podlegał mu w latach 1510-1514). 
Przed 15 marca 1511 r. został wojewodą kijowskim, ustąpił miejsca dopiero przed 26 maja 1514 roku, kiedy urząd ten objął Andrzej Niemirowicz. Od 1514 r. był starostą grodzieńskim. W 1516 r. został wyznaczony komisarzem zajmującym się ustaleniem granicy polsko-litewskiej, natomiast w roku 1522 do wytyczenia granicy między Litwą a Mazowszem. Około 1522 roku otrzymał kasztelanie trocką. Między kwietniem 1527 r. a lutym 1528 r. dostał kasztelanię wileńską, a niebawem został nadto mianowany marszałkiem nadwornym litewskim (między lutym a lipcem 1528).

### Polityka i konflikty
Przed sejmem 1520 r. był posłem Rady Panów Wielkiego Księstwa Litewskiego, a między 20 a 25 czerwca 1521 roku został pierwszym na Litwie hetmanem polnym. W pierwszej połowie 1522 r. dzięki protekcji królowej Bony otrzymał kasztelanię trocką, ta nominacja wiązała się z jej zabiegami o pozyskanie poparcia dla projektu wyniesienia Zygmunta II Augusta na tron wielkoksiążęcy. Dnia 4 grudnia tego samego roku uczestniczył w akcie złożenia przez Rady Panów Wielkiego Księstwa Litewskiego przysięgi wierność Zygmuntowi II Augustowi, uznając go w ten sposób nowym Wielkim Księciem Litewskim, w przypadku śmierci ojca, Zygmunta I Starego.
Jednakże już w 1523 roku, Radziwiłł związał się opozycją, związaną pod przewodnictwem hetmana wielkiego litewskiego, Konstantego Ostrogskiego. Relację z Ostrogskim umocnić miała zawarta w tym samym roku umowa o małżeństwo jego syna Ilii Ostrogskiego z najstarszą córką Jerzego, Anną I Radziwiłł. 
Nie jest do końca jasne, z jakiego powodu Jerzy I Radziwiłł stanął przeciw przywódcy separatystów, Olbrachtowi Gasztołdowi, ponieważ konflikt polityczny zbiegł się w czasie z podjętymi przez Gasztołda pretensjami majątkowymi wobec wdowy po Mikołaju II Radziwille i ich synów. 30 czerwca 1528 r. doszło do ugody między Radziwiłłami a Gasztołdem.

### Kariera wojskowa
Początki kariery wojskowej Radziwiłła nie są do końca znane, możliwe, że sięgają wojny moskiewskiej w 1508 roku. W 1511 roku na polecenie króla Zygmunta I Starego wyprawił się do Kijowa, gdzie miał doprowadzić do zawarcia przymierza z Tatarami. Zamiast tego doszło do bitwy z najazdem tatarskim, 20 mil od Kijowa, w której zapewne brał udział. W 1512 roku Jerzy uczestniczył w zwycięskiej bitwie z Tatarami w bitwie pod Wiśniowcem. Dnia 9 września 1514 r. brał udział w Bitwie pod Orszą trwającej podczas wojny litewsko-moskiewskiej, dowodził wówczas lekkozbrojnymi litewskimi, przyczyniając się do zwycięstwa. 
W roku 1517 uczestniczył w wyprawie hetmana wielkiego litewskiego Konstantego Ostrogskiego do ziemi pskowskiej. W 1518 roku rozbił jeden z oddziałów moskiewskich, atakujących w rejonie Połocka, a w roku 1519 stawił opór wojskom Wasyla III pod Krewem. 
W latach 1519–1521, Jerzy I Radziwiłł, jako jedyny z Litwinów od początku uczestniczył w wojnie polsko-krzyżackiej, choć nie odegrał w niej znacznej roli. Za udział w wojnie z Krzyżakami, Zygmunt I Stary hojnie go wynagrodził.
Pod koniec 1526 r. uczestniczył w odparciu najazdu tatarskiego zakończonym 27 I 1527 pogromem Tatarów w bitwie pod Olszanicą.

## Życie prywatne
Był synem Mikołaja Radziwiłłowicza h. Trąby i Zofii Anny Moniwid h. Leliwa. Miał czwórkę rodzeństwa; Mikołaja, Annę, Wojciecha i Jana. Około 1500 roku wziął ślub z Barbarą Kiszczanką herbu Dąbrowa, która zmarła w 1513 roku, nie pozostawiając mu żadnych dzieci. Około roku 1515 ożenił się ponownie z Barbarą Kolanką herbu Junosza, z którą miał trójkę dzieci, Mikołaja, Annę i Barbarę – królową Polski.